# Hedwig and the Angry Inch
Hedwig and the Angry Inch è un musical rock con musiche di Stephen Trask e libretto di John Cameron Mitchell, debuttato nell'Off Broadway nel 1998. Il musical racconta di Hedwig, un ragazzo gender non-conforming originario della Germania dell'Est che dopo una fallimentare operazione per cambiare sesso (per poter scappare da Berlino Est) si ritrova ad avere organi genitali propriamente né maschili né femminili, abbandonato dal fidanzato e costretto a ripartire da zero in America.
Il musical è la rappresentazione di un concerto di Hedwig, che si esibisce con la sua band, gli Angry Inch, e nel corso della serata canta e parla della sua vita. Hedwig è rimasto in scena nell'Off Broadway per 857 repliche e ha vinto l'Obie Award per il miglior musical.

## Brani musicali
- "Tear Me Down" - Hedwig e Yitzhak
- "The Origin of Love" - Hedwig
- "Sugar Daddy" - Hedwig e Yitzhak
- "The Angry Inch" - Hedwig
- "Wig in a Box" - Hedwig
- "Wicked Little Town" - Hedwig
- "The Long Grift" - Yitzhak/Skszp
- "Hedwig's Lament" - Hedwig
- "Exquisite Corpse" - Hedwig e Yitzhak
- "Wicked Little Town (Reprise)" - Hedwig
- "Midnight Radio" - Hedwig

## Cast e produzioni principali
|         | Off Broadway, 1998    | Sostituzioni notevoli                                       | Londra, 2000     | Broadway, 2014      | Sostituzioni notevoli                                                             |
| ------- | --------------------- | ----------------------------------------------------------- | ---------------- | ------------------- | --------------------------------------------------------------------------------- |
| Hedwig  | John Cameron Mitchell | Michael Cerveris, Donovan Leitch, Ally Sheedy, Matt McGrath | Michael Cerveris | Neil Patrick Harris | Andrew Rannells, Michael C. Hall, John Cameron Mitchell, Darren Criss, Taye Diggs |
| Yitzhak | Miriam Shor           |                                                             | Elizabeth Marsh  | Lena Hall           | Rebecca Naomi Jones                                                               |

## Adattamento cinematografico
Nel 2001 John Cameron Mitchell ha diretto e interpretato un adattamento cinematografico del musical, Hedwig - La diva con qualcosa in più. Il film segue la storia di Hedwig, distanziandosi quindi dal concetto del concerto/racconto del musical, e sono presenti personaggi che nello spettacolo sono solo menzionati (come Tommy, interpretato da Michael Pitt).